# Фрументарий
Фрументирий (на латински: frumentarius), в мн.ч. фрументарии (frumentarii), е държавен служител в древноримската войска, натоварен с по-особени функции (разузнавателни, политически и полицейски) за противодействие на организирани заговори, метежи и други противоимперски действия.
Осъществяват наблюдения, проследявания, разпити, мъчения и екзекуции на лица и членове на конспиративни организации, заподозрени в извършване на противодържавна дейност.
Командването с координационния център Castra peregrina на фрументариите се намира в Рим. След издаването на Миланския едикт службата и функциите на фрументариите са заменени от Римската тайна полиция. По правило фрументариите са част от преторианската гвардия, а командването и координацията на действията им се осъществява от преторианския префект.

## История
След неуспеха на двете юдейски въстания завършват юдейските войни. Ерусалим е сринат със земята, а юдеите изселени от Юдея и разселени из всички римски провинции, а и извън тях. Еврейството извлича своите поуки от преките си сблъсъци с римската власт и империя, осъзнавайки, че по пътя на пряката конфронтация е невъзможно да си възвърне владението и контрола върху Ерусалим и храма. Преминава се към подмолна война срещу Рим с цел тайно подкопаване устоите на римската държава и правов ред. Един от способите за водене на тази борба е ранното християнство. Възникването на държавната служба на фрументариите е отговор на тази тенденция в борбата срещу Рим.
Още по времето на Тит Флавий определени преторианци са натоварвани със специални функции по извършване на екзекуции. Император Адриан развива специалните функции и задачи на част от преторианците, като по този начин създава службата на фрументариите. Отначало фрументариите са натоварвани със задачи по проследяване и шпионаж в полза на Римската империя. Впоследствие задачите и правомощията им се разширяват, излизайки извън военната разузнавателна тематика (започват да изпълняват политически и полицейски функции). С оглед важността на държавните задачи които изпълняват, фрументариите получават възнаграждения в двоен размер спрямо легионерските. Император Септимий Север специално за нуждите на фрументариите построява имперска учрежденска сграда в Рим – известната Castra peregrina. Фрументариите са действали открито в защита на империята, като имат и носят отличителна военна униформа.
В контекста на новите исторически условия след приемане на Миланския едикт (въвеждане на монотеистичното християнство за държавна религия), службата на фрументариите се реорганизира и поема по правоприемство от Римската тайна полиция /вероятно в периода на управление на римските императори от Диоклециан до Константин I/.